# Escherndorfer Berg (Weinlage)

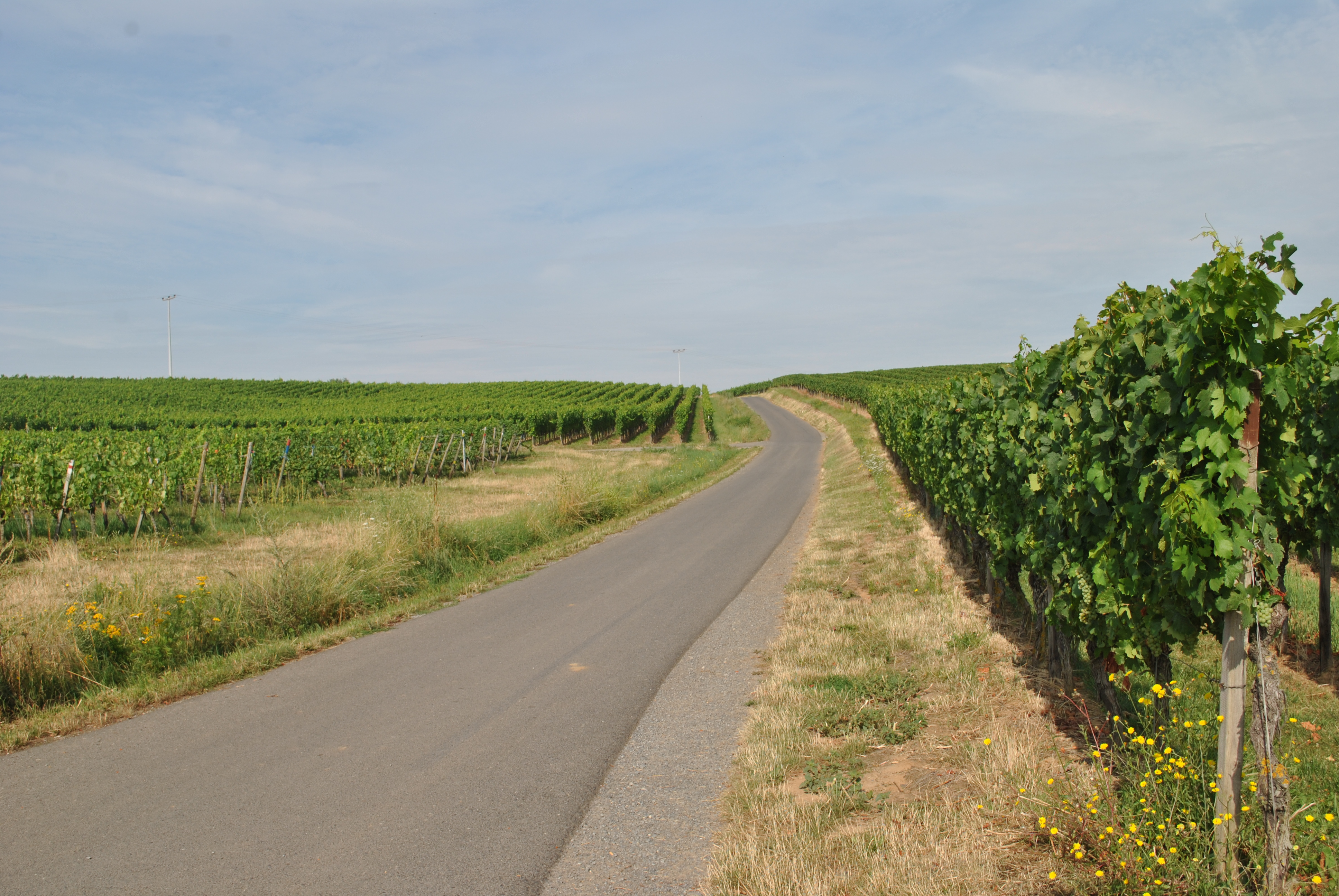
Der Escherndorfer Berg

Escherndorfer Berg ist eine Weinlage im Anbaugebiet Franken. Sie liegt in der Gemarkung des Volkacher Ortsteils Escherndorf.

## Geografische Lage und Geologie
Die Lage Escherndorfer Berg befindet sich am Rande der Volkacher Mainschleife und teilt sich zusammen mit dem bekannteren Escherndorfer Lump den gleichnamigen Escherndorfer Berg bzw. Vogelsberg. Südwestlich schließt sich der Escherndorfer Fürstenberg an. Die Weinlage wird von der Kreisstraße KT 31 geteilt, die Staatsstraße 2260 begrenzt sie im Norden. Am Rande der Lage befindet sich das Naturschutzgebiet Mainhang an der Vogelsburg. Westlich beginnt die Gemarkung von Untereisenheim im Landkreis Würzburg, die ebenfalls Anteil an der Weinlage hat.
Die Weinlage nimmt heute eine Fläche von etwa 33 ha ein und ist Teil der Großlage Volkacher Kirchberg im Bereich Volkacher Mainschleife. Die Weinberge sind nach Süden bzw. Osten ausgerichtet mit einer Neigung von 10 bis 30 %, was den „Berg“ von den anderen Escherndorfer Lagen unterscheidet. Dort werden vor allem Weine der Sorten Müller-Thurgau und Bacchus angebaut. Sie wachsen auf Böden aus Lößlehm, Muschelkalk und Lettenkeuper.

## Geschichte
An der Mainschleife ist die Weinrebe erstmals im Jahr 906 nachgewiesen. In einer Urkunde bestätigte König Ludwig das Kind die Schenkungen seines Vaters an das Kloster Fulda. Neben mehreren Orten waren auch Weinberge um die Vogelsburg zur Bonifatiusabtei gekommen. Wahrscheinlich ist allerdings, dass der Wein bereits im 7. Jahrhundert von den fränkischen Siedlern in die Region gebracht wurde.
Im Zuge der Gründung eines Karmelitenklosters auf dem Vogelsberg im Jahr 1282 wurde der Escherndorfer Berg ein zusammenhängendes Weinbauareal. Die Bevölkerung bestand zu dieser Zeit in Escherndorf bereits fast ausschließlich aus Winzern. Das Kloster Ebrach, das nach 1500 über einen Teil des Dorfes herrschte, besaß auch mehrere Weinberge am Berg. Im 19. Jahrhundert nahm die Rebfläche am Escherndorfer Berg wegen des Aufkommens der Reblaus stark ab.
Die heutigen Weinlagen entstanden durch das Weingesetz von 1971, als man die zumeist nach einzelnen Fluren benannten Lagen zu größeren Einheiten zusammenfasste. Nach dem Zweiten Weltkrieg erlebte der fränkische Weinbau auch durch verbesserte Düngemethoden einen Aufschwung. Der Escherndorfer Berg erhielt seinen Namen nach dem Berg oberhalb des Dorfes Escherndorf. Heute taucht die Weinlage nicht überall in der Literatur auf.

## Weingüter (Auswahl)
Mehrere renommierte Weingüter besitzen heute Rebstöcke am Escherndorfer Berg. Neben einigen lokal anerkannten Betrieben gibt es auch etliche überregional bekannte Weinbauern und ausgezeichnete Güter:
- Weingut am Lump, Escherndorf
- Winzergemeinschaft Franken, Repperndorf
- Weingut Reinhold Sauer, Escherndorf
- Weingut Urban Zang, Escherndorf